# Il prete sposato
Il prete sposato è un film erotico del 1970 diretto da Marco Vicario.

## Trama
Un giovane prete siciliano viene destinato alla parrocchia di un quartiere bene di Roma dove rimane basito dalla spregiudicatezza dei suoi parrocchiani. L'avere a che fare con tante belle e disinibite donne arriverà a farlo vacillare seriamente.

## Distribuzione
Il film uscì nell'ottobre del 1970 ottenendo un enorme successo commerciale con circa 2.410.000.000 lire di incasso. Nonostante questo negli anni successivi non venne mai pubblicato su supporto video. Doppiaggio eseguito alla Fono Roma con la partecipazione della cooperativa C.V.D. (direttore di doppiaggio: Mario Maldesi).